# Fegersheim
Fegersheim ist eine französische Gemeinde mit 5777 Einwohnern (Stand 1. Januar 2021) im Département Bas-Rhin in der Region Grand Est (bis 2015 Elsass).

## Geografische Lage
Die Gemeinde liegt an der Ill (Elsass) westlich von Eschau und etwa zehn Kilometer südlich des Stadtzentrums von Straßburg.

## Geschichte

### Politische Zugehörigkeit
Fegersheim gehörte zur Grafschaft Hanau-Lichtenberg und dort zum Amt Wolfisheim. Da es sich 1480 noch nicht in dessen Bestand befand, ist es erst später dazu gekommen. Nach dem Tod des letzten Hanauer Grafen, Johann Reinhard III., fiel Grafschaft Hanau-Lichtenberg – und damit auch das Amt Wolfisheim – 1736 an den Sohn seiner einzigen Tochter, Charlotte, die den Erbprinzen und späteren Landgrafen Ludwig (IX.) von Hessen-Darmstadt geheiratet hatte. In hessen-darmstädtischer Zeit wird Fegersheim als Bestand des Amtes Wolfisheim geführt. Mit dem durch die Französische Revolution begonnenen Umbruch wurde das Amt Wolfisheim Bestandteil Frankreichs und in den folgenden Verwaltungsreformen aufgelöst.
Unter Deutscher Besatzung wurden 1940 die wenigen in der Gemeinde verbliebenen jüdischen Einwohner nach Südfrankreich deportiert. Nach Angaben von Yad Vashem kamen durch die nationalsozialistische Gewaltherrschaft siebenundzwanzig ehemalige Einwohner jüdischen Glaubens um Leben.

### Bevölkerungsentwicklung
| 1962 | 1968 | 1975 | 1982 | 1990 | 1999 | 2004 | 2018 |
| ---- | ---- | ---- | ---- | ---- | ---- | ---- | ---- |
| 2153 | 2350 | 2900 | 3646 | 3953 | 4533 | 4846 | 5736 |

## Verkehr
Im Eisenbahnverkehr wird Fegersheim gemeinsam mit Lipsheim über den Haltepunkt Fegersheim-Lipsheim bei Streckenkilometer 11,8 an der Bahnstrecke Strasbourg–Basel der SNCF bedient.

## Sehenswürdigkeiten

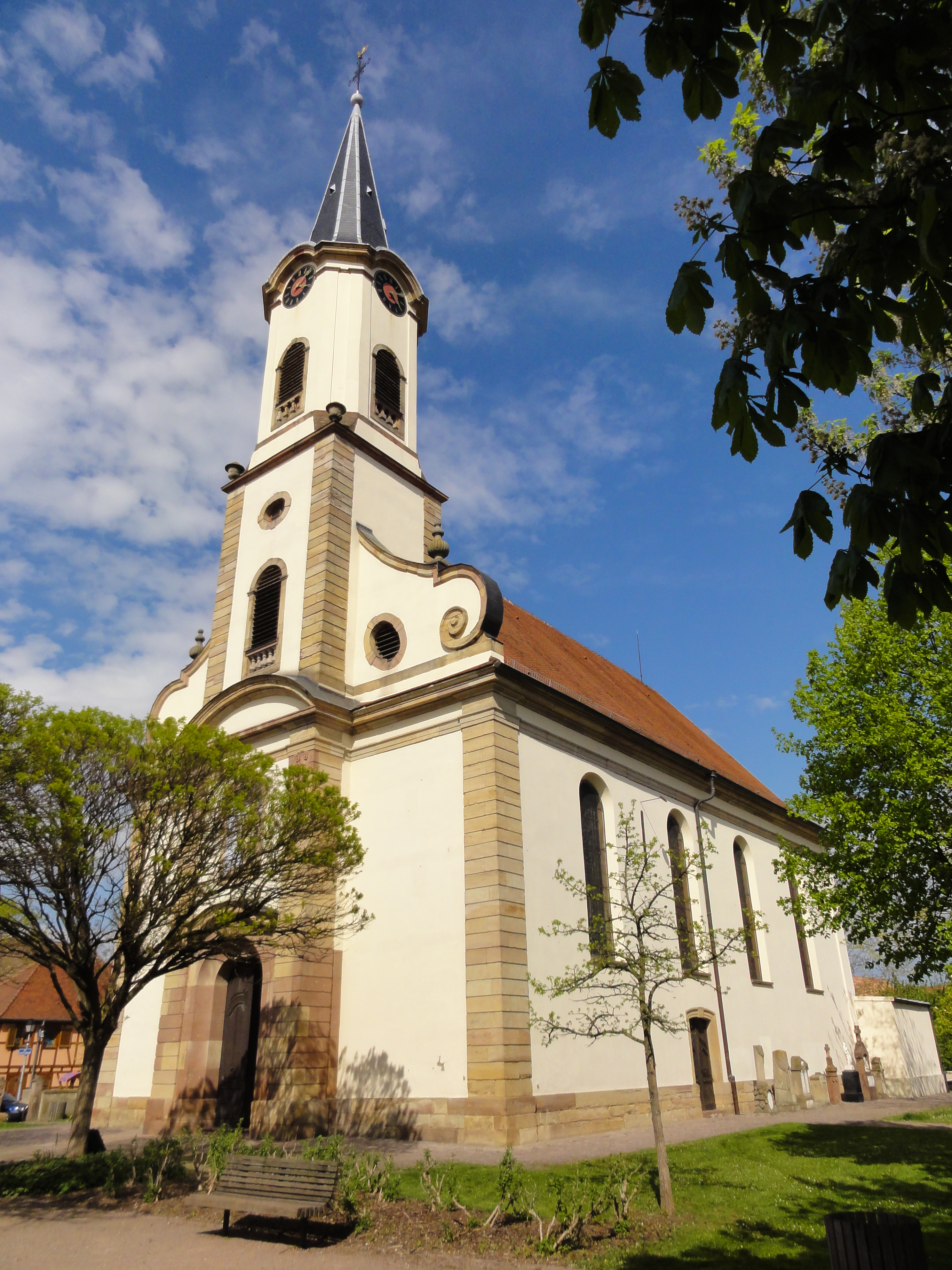
Kirche St. Mauritius
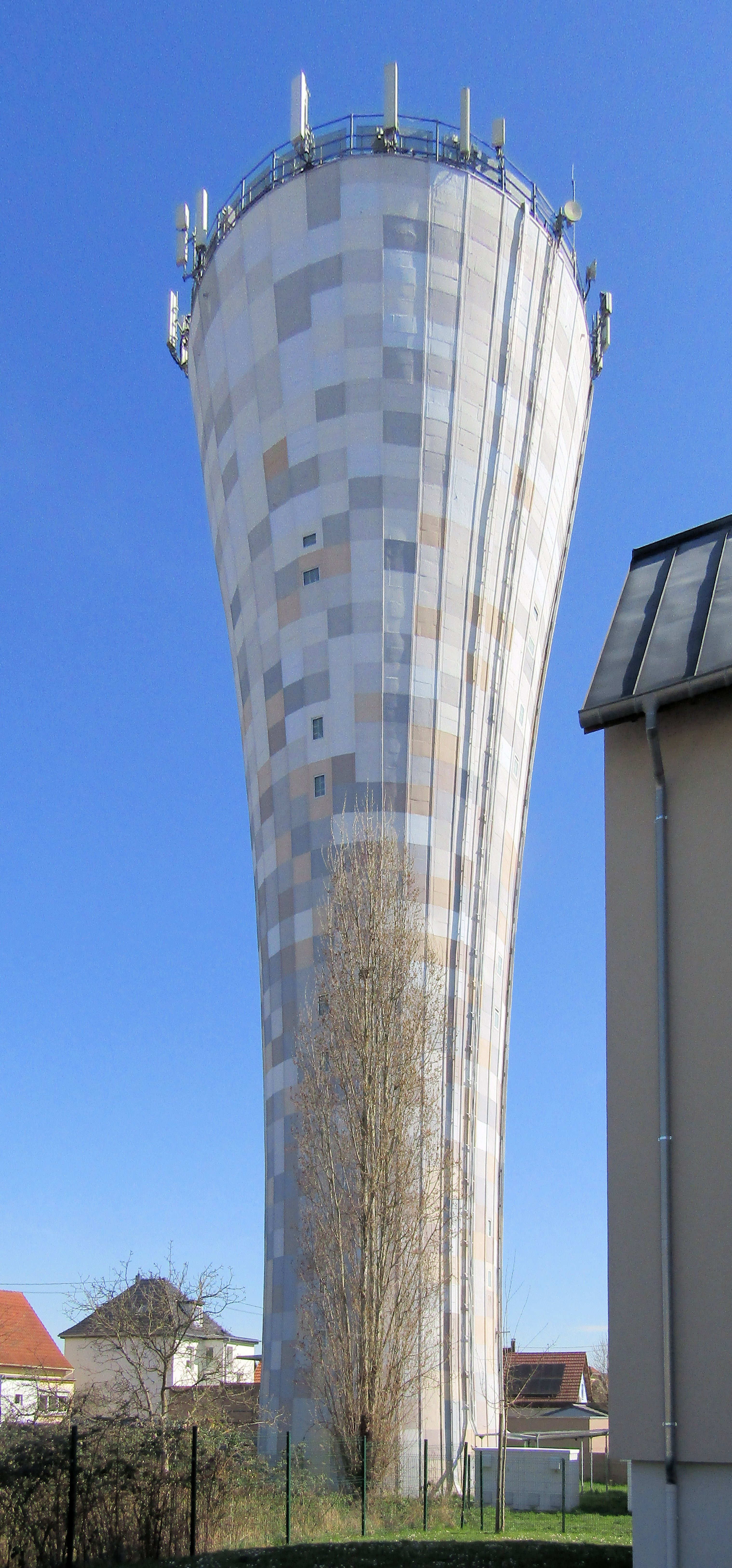
Wasserturm

- Kirche St. Mauritius
- Wasserturm